# هودیا
هودیا (نام علمی: Hoodia) نام یک سرده از زیرخانواده استبرق است.